# Nålsäv
Nålsäv (Eleocharis acicularis) är en växtart i familjen halvgräs. 